# Augusto Ferrais
Augusto Ferrais (Verona, 11 novembre 1902 – ...) è stato un calciatore italiano, di ruolo centrocampista.

## Carriera
Debutta in massima serie con il Verona nella stagione 1920-1921; con i gialloblù disputa quattro campionati totalizzando 56 presenze ed 11 reti.
In seguito passa al Prato, con cui vince il campionato di Prima Divisione 1927-1928 e gioca per un anno in Divisione Nazionale con 21 presenze e 4 reti, ed un anno in Serie B con 9 presenze e 4 reti.